# France 5
France 5 – edukacyjny kanał należący do France Télévisions. France 5 powstał 13 grudnia 1994 pod nazwą La Cinquième. W 2002 zmieniono nazwę na France 5.